# Xã River View, Quận Jefferson, Missouri
Xã River View (tiếng Anh: River View Township) là một xã thuộc quận Jefferson, tiểu bang Missouri, Hoa Kỳ. Năm 2010, dân số của xã này là 16.567 người.